# Prosecco (vino)
Prosecco è la denominazione di origine controllata che designa il vino a base di glera, di colore bianco nelle tipologie tranquillo, frizzante, spumante, o rosato nella tipologia spumante, prodotto in Veneto e Friuli-Venezia Giulia.
Alcune storiche denominazioni di questo vino hanno assunto il marchio DOCG (Montello e Colli Asolani prosecco, Prosecco di Conegliano-Valdobbiadene). Il prosecco è il vino italiano più esportato all'estero. Nel 2014 ha superato per la prima volta lo Champagne per numero di bottiglie vendute nel mondo. Dal 2019 le Colline del Prosecco di Conegliano e Valdobbiadene sono inserite nell'elenco dei Patrimoni dell'umanità dell'UNESCO.

## Storia
In antichità veniva decantato il vino pucino, celebrato da Plinio nella sua Naturalis historia e prediletto per le sue doti medicinali da Livia, moglie dell'imperatore Augusto.

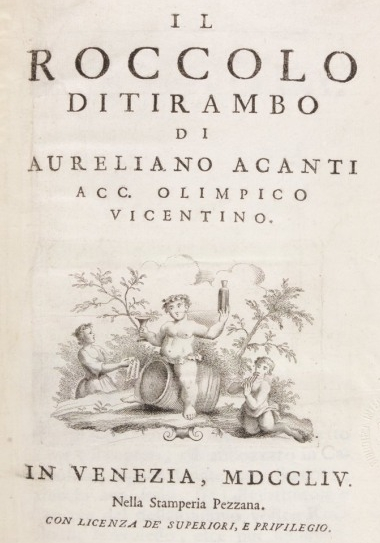
La copertina del poemetto Il Roccolo

Ai primi del Cinquecento a Trieste, per dare maggiore visibilità al principale prodotto locale, la ribolla, si dichiarò che questa fosse la naturale erede proprio del pucino, che la città di Trieste inviava annualmente nella quantità di cento orne alla casa d'Asburgo, a partire dall'atto di dedizione del 1382. Ciò derivò dalla necessità di distinguere la ribolla triestina dagli altri vini dallo stesso nome, prodotti nel Goriziano e a costi inferiori in Istria. Venne quindi definita una precisa caratterizzazione geografica, suggerita dall'identificazione del luogo di produzione dell'antichità, il castellum nobile vino Pucinum con il Castello di Prosecco, nei pressi della località di Prosecco.
La prima citazione conosciuta del cambio di denominazione è dovuta al gentiluomo inglese Fynes Moryson, che visitando il nord Italia nel 1593 annotò:
(Moryson, vol. IV, pp. 80 e 103.)
Così il prosecco si collocò tra i vini famosi d'Italia.
(Moryson, vol. IV, pp. 80 e 103.)

Il vitigno, vero elemento caratterizzante del Prosecco delle origini, si diffuse prima nel Goriziano, poi - tramite Venezia - in Dalmazia, a Vicenza e nel Trevigiano. Col passare dei secoli, la produzione nella zona d'origine andò scemando, mentre conobbe un sempre maggiore sviluppo proprio nelle zone dell'attuale provincia di Treviso e segnatamente fra le colline di Conegliano, Col San Martino, Asolo e Valdobbiadene.

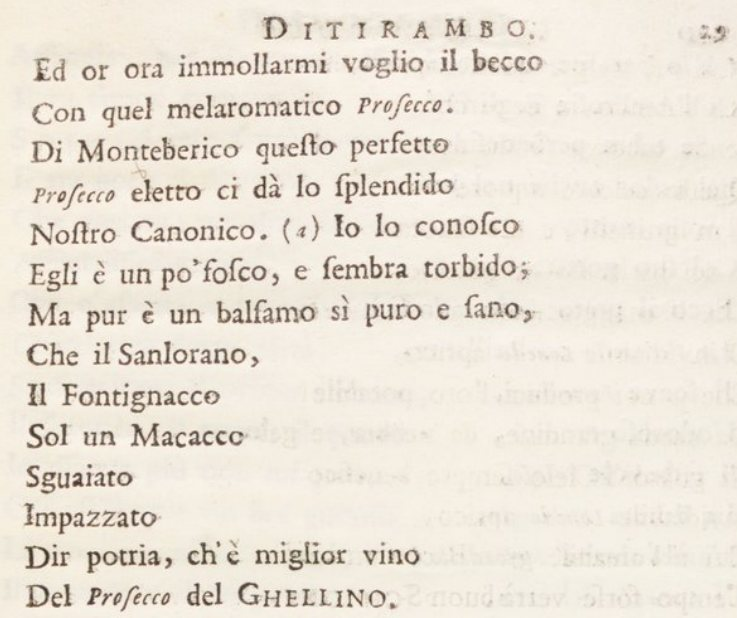
Versi de Il Roccolo col termine Prosecco.

Il termine "Prosecco", così come lo conosciamo, compare per la prima volta nel poemetto Il Roccolo, scritto nel 1754 da Valeriano Canati sotto lo pseudonimo di Aureliano Acanti. Il libro è ambientato a Novoledo di Villaverla in provincia di Vicenza. Di seguito i versi più rilevanti: 
/ Con quel melaromatico Prosecco.
/ Di Monteberico questo perfetto 
/ Prosecco eletto ci dà lo splendido 
/ Nostro Canonico. Io lo conosco
/ Egli è un po' fosco, e sembra torbido;
/ Ma pur è un balsamo sì puro e sano,
/ Che il Sanlorano,
/ Il Fontignacco
/ Sol un Macacco
/ Sguaiato
/ Impazzato
/ Dir potria ch'è miglior vino
/ Del Prosecco del Ghellino.
/ ...
/ Tanto val questo Prosecco
/ Ch'io per me nol cambierei 
(Roccolo, pp 29 e 30)

## Tipologie e caratteristiche
Sebbene sia diffusa l'opinione che il Prosecco DOC (e, similmente le 2 DOCG Valdobbiadene e Asolo) corrisponda solo a spumante, nel disciplinare (e quindi nel commercio) esistono tre tipologie di Prosecco:
- il Prosecco propriamente detto, chiamato anche tranquillo[10]È la versione ferma della denominazione, attualmente è consumato prevalentemente a livello locale, sfuso o in bottiglia, con un titolo alcolometrico volumico naturale minimo di 10,50% vol.
- il Prosecco frizzante, con un minimo di 9% vol;
- il Prosecco spumante (anche nella versione rosé), con un minimo di 11,00% vol.

La versione spumante deve essere ottenuta esclusivamente per fermentazione naturale a mezzo autoclave; quella frizzante può essere ottenuta per fermentazione naturale sia a mezzo autoclave che in bottiglia.
La tipologia bianco è un vino dal colore giallo paglierino; quella rosé è di tonalità rosa più o meno carica, dall'odore fine, aromi fruttati e floreali, spesso con note di erbe aromatiche, gusto fresco. La variante spumante (bianco) può essere brut: nature, extra-brut, brut, extra-dry, dry e demi-sec. In quella rosé non sono consentite le versioni dry e demi-sec. Le altre due tipologie di Prosecco (frizzante e tranquillo) sono solo secche.
La tipologia frizzante realizzata mediante fermentazione tradizionale in bottiglia (caratteristica che va specificata in etichetta) possono presentare una velatura. Tali vini hanno un'impronta aromatica maggiormente complessa, con sentori di crosta di pane e tostatura.
Occorre sottolineare che il prosecco della tradizione locale e di massa (all'incirca sino agli anni '50, prima dello sviluppo della spumantizzazione italiana in quantità industriale) è stato quasi unicamente quello fermo (tranquillo), solo successivamente si sono diffusi il frizzante e lo spumante con metodo Martinotti, più qualche rarissimo esempio di spumante metodo classico. È controverso, invece, se la versione frizzante naturale (detta "Colfondo") sia da attribuire alla tradizione e in che misura.
Dal 2020, è stata inserita nel disciplinare la nuova tipologia di Prosecco spumante rosé, ottenuta da un blend di uve Glera e Pinot nero vinificato in rosso.. Le versioni di Prosecco spumante rosé possono essere: brut nature, extra-brut, brut, extra-dry.

## Vitigni e coltivazione
Il vitigno base per la produzione di Prosecco è la glera, le cui uve devono costituire almeno l'85% del totale. Una piccola frazione, comunque non superiore al 15% del totale, può essere costituita da verdiso, bianchetta trevigiana, perera, glera lunga, Chardonnay, Pinot bianco, Pinot grigio e Pinot nero, usato soprattutto per la versione rosé.
I terreni adatti alla coltura dei vigneti sono quelli ben esposti e drenati, quindi non sono ammessi terreni ad alta dotazione idrica o torbosi. In ciascun appezzamento devono sussistere almeno 2.300 ceppi per ettaro. Le tecniche di coltivazione e impianto sono quelle "classiche" che non provocano modificazioni alla qualità di uva e vino, prive di forzature. Sono vietate le coltivazioni espanse (come le pergole), ma esiste una deroga di dieci anni per i vigneti piantati prima della disciplinare del 2009.

## Area di produzione e dati di vendita
Il Prosecco viene prodotto per l'80% circa del totale nelle province del Veneto, escluse Rovigo e Verona, e per il 20% circa nelle province del Friuli-Venezia Giulia. All'interno di questo territorio, nella zona collinare trevigiana, ci sono anche due DOCG per la produzione del Prosecco di Conegliano-Valdobbiadene e del Colli Asolani-Prosecco. Negli anni s'è imposto fra le varie tipologie di prosecco il Cartizze, prodotto in una ristretta area di 108 ettari in una zona omonima del comune di Valdobbiadene compresa tra le frazioni di Santo Stefano, Saccol e San Pietro di Barbozza. Secondo il disciplinare, la produzione delle varianti "spumante" o "frizzante" è peraltro possibile anche in aree diverse da quelle di produzione delle uve, laddove esiste una tradizione di tali pratiche: pertanto il Prosecco continua ad essere prodotto anche in Piemonte.
Da notare che qualsiasi vino a base glera, anche prodotto nelle zone delle denominazioni in oggetto, che non riporti in etichetta il termine Prosecco (o gli altri equivalenti ammessi), non può essere scambiato come tale, ivi compreso qualsiasi vino IGT a base glera prodotto nelle zone interessate.
Il Prosecco ha conosciuto un vero e proprio boom a partire dagli anni '90 del XX secolo, con un'impennata tra il 2005 e il 2010. Alla produzione sono dedicate oltre 8000 cantine vitivinicole e 269 case spumantistiche, che immettono sul mercato oltre 330 milioni di bottiglie all'anno - in buona parte esportate - per un giro d'affari complessivo superiore ai 3 miliardi di euro. Nel 2013 le vendite nel mondo, per la versione spumante, hanno superato per la prima volta quelle dello champagne. Occorre sottolineare che si tratta però di due prodotti molto diversi (a cominciare dal fatto che il prodotto francese è solo spumante, quello italiano è realizzato sia fermo sia frizzante o spumante) per caratteristiche sensoriali, metodologia produttiva, uvaggio e, soprattutto, prezzi di vendita: infatti, lo Champagne nello stesso anno ha registrato un giro d'affari ben superiore (4,3 miliardi di euro).

## Il riconoscimento della DOC "Prosecco" e delle DOCG "Conegliano Valdobbiadene" e "Asolo"

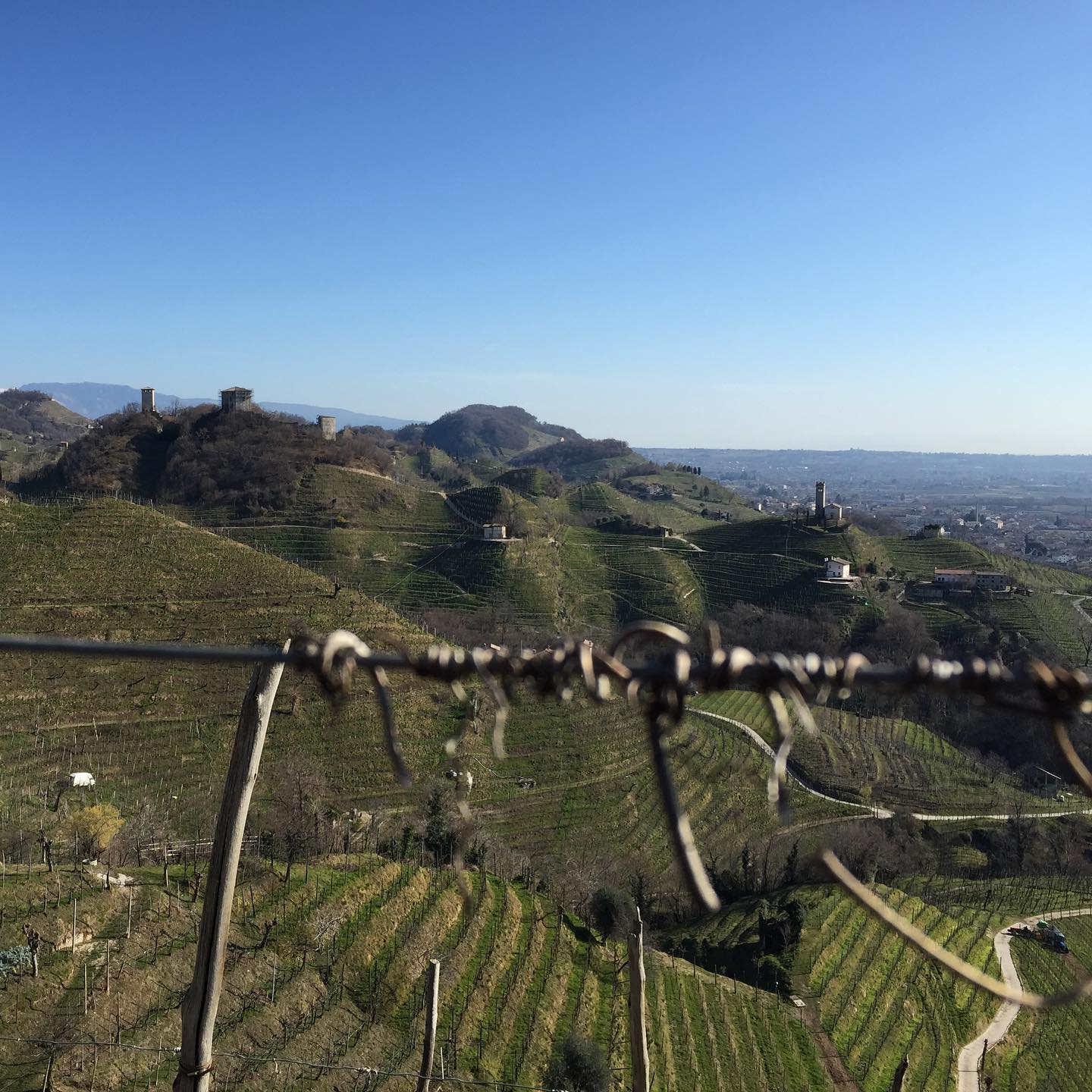
Colline del Prosecco di Conegliano e Valdobbiadene, Patrimonio UNESCO

Abbandonata completamente la produzione del Prosecco dai viticoltori del Carso triestino e del Collio friulano, essa si sviluppò invece lungo le colline venete, in particolare nella provincia di Treviso (zone di Valdobbiadene, Conegliano ed Asolo). Lo straordinario successo ottenuto dal Prosecco a partire dal secondo dopoguerra ha pure creato una serie di tentativi di imitazione: vini denominati "Prosecco" sono stati prodotti in Sudamerica ("Prosecco Garibaldi" in Brasile), in Australia ("Prosecco Vintage") eccetera. 
Diventando quindi urgente una regolamentazione legislativa che arginasse il fenomeno ed essendo vietato dalle norme internazionali proteggere il nome di un vitigno (era invalso infatti l'uso di chiamare "Prosecco" il vitigno produttore del vino), si rese necessario ricollegare la produzione veneta col nome della località originaria del Prosecco, e cioè la località omonima presso Trieste, nel contempo ripristinando gli antichi nomi - "Glera" e "Glera lunga" - dei vitigni. 
Si decise quindi di creare un'area di produzione contigua costituita dalle province del Veneto e del Friuli Venezia Giulia ove il vitigno era autorizzato o era stato avviato il procedimento autorizzativo. L'iter venne concluso il 17 luglio 2009, con la promulgazione del decreto di riconoscimento della DOC "Prosecco", delle due DOCG "Conegliano Valdobbiadene - Prosecco" e "Colli Asolani - Prosecco" (o "Asolo - Prosecco") e del relativo disciplinare di produzione. La riorganizzazione di tutta la produzione ha avuto luogo a partire dalla vendemmia iniziata il 1º agosto 2009.
Quando si parla genericamente di Prosecco occorre quindi distinguere le seguenti denominazioni coi relativi prodotti:
- Conegliano Valdobbiadene Prosecco DOCG e Asolo Prosecco DOCG (le 2 denominazioni delle colline trevigiane) che per la tipologia spumante possono fregiarsi della menzione Superiore;
- Prosecco DOC (prodotto in tutto il Friuli-Venezia Giulia e in 5 province del Veneto.[21])

### Piramide del Prosecco
Per piramide del Prosecco si intende una rappresentazione piramidale in cui vengono rappresentate le diverse denominazioni in ordine di qualità:
| Categoria                     | Vino                                                            | Zona di produzione                                             | Ettari di produzione |
| ----------------------------- | --------------------------------------------------------------- | -------------------------------------------------------------- | -------------------- |
| Eccellenza cru                | Prosecco di Conegliano-Valdobbiadene Superiore di Cartizze DOCG | Cartizze                                                       | 107                  |
| Eccellenza cru                | Rive (Prosecco di Conegliano-Valdobbiadene Superiore DOCG)      | 43 micro aree dette "Rive" (frazioni/località di 12 comuni TV) |                      |
| Storico                       | Prosecco di Conegliano-Valdobbiadene Superiore DOCG             | 15 comuni TV                                                   |                      |
| Storico                       | Asolo Prosecco DOCG                                             | 19 comuni TV                                                   |                      |
| Prosecco sottozona trevigiana | Prosecco di Treviso DOC                                         | 95 comuni TV, 1 provincia                                      |                      |
| Prosecco interregionale       | Prosecco DOC                                                    | 556 comuni, 9 province, 2 regioni                              |                      |

## Abbinamenti gastronomici
Il prosecco si consiglia con piatti a base di pesce o crostacei, e con gli antipasti:
- bagnet verd: acciughe dissalate in salsa verde;[22]
- acciughe sotto sale, dissalate e poste sott'olio;
- pasta d'acciughe.

Il prosecco è ottimo anche da aperitivo con salatini o antipasti da banco.
Va da sé che l'abbinamento preferibile cambia sostanzialmente in funzione della tipologia di Prosecco e, quando spumante, della versione zuccherina e del colore. Uvaggio, zona, annata e produttore sono caratteristiche solitamente considerate solo dagli esperti.